# Mobo Gao
Mobo Gao (de son nom complet Mobo Chang Fan Gao ou encore en abrégé Mobo C. F. Gao), est né en 1952 à Gao dans le Jiangxi en Chine, dans une famille paysanne pauvre.
Naturalisé australien, il est professeur de chinois et de civilisation chinoise à l'université d'Adélaïde en Australie où il dirige depuis 2008 l'Institut Confucius.

## Biographie
Fils de paysans pauvres, Mobo Gao naît en 1952 dans un petit village du nom de Gao dans la province de Jiangxi en Chine. Il n'y a pas l’électricité dans son village à l'époque. Il s’acquitte de toutes sortes de tâches domestiques : vider les seaux hygiéniques, nettoyer la porcherie, pousser une brouette.
Pendant le Grand Bond en avant son village connaît une famine pendant une brève période : âgé de 7 ans, il doit aller dans les collines, sur les rives des cours d'eau, le long des haies et dans les marécages pour trouver des plantes sauvages comestibles mais personne ne meurt de faim.
Au début de la révolution culturelle prolétarienne, il devient instituteur « aux pieds nus » dans l'école du village. Pour s'exercer à la calligraphie, il récupère de vieux papiers qui s'avèrent être d'anciens registre généalogiques claniques. Accusé d'avoir sauvegardé des documents « féodaux », il est démis de son poste et soumis à des séances d'autocritique.
En 1973, à l'âge de 21 ans, il quitte son village natal pour aller étudier l’anglais à l’université de Xiamen dans la province de Fujian. Il se rend ensuite, en 1977, au Royaume-Uni, où il étudie à l'université du pays de Galles et à l'université de Westminster à Londres. Il passe sa maîtrise et son doctorat à l’université de l’Essex à Colchester.
Spécialisé en chinois et civilisation chinoise, il est chercheur invité chargé de cours (visiting fellow) à l'université d'Oxford en Grande-Bretagne et à l'université d'Harvard aux États-Unis.
En 1990, il émigre en Australie. Il enseigne à l’université de Tasmanie à Hobart comme professeur associé (associate professor) d'études chinoises à l'école des études et langues asiatiques : sa manière charismatique de faire cours est restée légendaire,. Il rejoint ensuite le corps professoral de l'université d'Adélaïde en tant que maître de conférences (senior lecturer).
En 2008, il est nommé directeur de l’Institut Confucius à l'université d'Adélaïde,, institut créé en 2007 en partenariat avec l'université de Shandong.
Au nombre de ses thèmes de recherche :
- la Chine rurale,
- la politique et la culture chinoises contemporaines,
- l’émigration chinoise en Australie,
- les grands médias[4].

Chaque année, Mobo Gao retourne dans son village natal rendre visite à son frère qui y vit toujours.
Mobo Gao est aussi haut conseiller auprès de l'association sino-australienne des entrepreneurs (China-Australia Entrepreneurs Association Incorporated ou CAEAI.

## Accueil critique
Mobo Gao s'est fait connaître par son premier livre, Gao Village: Rural Life in Modern China, paru en 1999. « Ce livre remarquable », déclare John Gittings, correspondant de The Guardian pour l'Extrême-Orient, « nous emmène au cœur de la Chine rurale comme cela n'avait jamais été fait auparavant. » Pour ce journaliste, la métamorphose du jeune paysan Mobo Gao en professeur d'université à l'étranger donne à ce dernier un point de vue sans pareil. Les changements dans son village ont été bien plus complexes que ne le suggère l'historiographie de la Chine moderne. Le livre montre que la révolution culturelle avait des aspects positifs et que les réformes conduites depuis ont eu des résultats mitigés. La vie décrite est celle d'un village où les liens du clan sont forts et où la seule issue est de devenir travailleur migrant. Mobo Gao est aussi l'auteur de The Battle for China’s Past: Mao and the Cultural Revolution, un ouvrage publié en 2008. 
Le journaliste britannique Michael Rank, dans un article du Guardian, note que Mobo Gao semble sous-entendre que la colère des paysans chinois contre les réformes postérieures à l'époque de Mao Zedong exonère le chaos de la révolution culturelle. Il trouve Mobo Gao virulent quand il écrit que les critiques adulatrices de Mao. L'histoire inconnue de Jung Chang et Jon Halliday sont un « scandale intellectuel », propos qu'il reprend  dans Was Mao Really a Monster? et que Charles W. Hayford qualifie de polémiques. Pour Rank, les attaques personnelles de Mobo Gao contre Jung Chang en viennent à être gênantes, et sa défense de la révolution culturelle ne l'a pas convaincu. Mobo Gao cite un document des gardes rouges interdisant la victimisation des enfants de hauts fonctionnaires, alors que dans les faits, ils ont été terriblement persécutés. Le fait que 542 titres de revues aient été publiées pendant cette période n'est guère la preuve d'un débat politique intense, ajoute-t-il, car ils étaient tous obligés de suivre la ligne du parti. Rank estime toutefois que Gao a raison de mettre en lumière les inégalités actuelles et trouve que ses commentaires sur Mao donnent ample matière à réflexion.

## Publications
Source :
- Professor Mobo Gao - Selected Publications, sur le site de l'institut Confucius à l'université d'Adélaïde

### Livres
Mobo Gao est l’auteur de quatre livres :
- Gao Village: Rural Life in Modern China, (London: C. Hurst & Co. (Publisher) LTD; Hawaii: Hawaii University Press; Hong Kong: Hong Kong University Press; Bathurst: Crawford House Publishers, Australia, 1999, reprinted in paper back by Hawaii University Press in 2007.
- A Reference Grammar of Mandarin Chinese, Queensland: XACT Publications, 2000.
- Mandarin Chinese: An Introduction, Melbourne: Oxford University Press, 2000, reprinted in 2002.
- The Battle of China’s Past: Mao and the Cultural Revolution [PDF], London: Pluto, 2008.

### Ouvrages collectifs
Il a collaboré à divers ouvrages collectifs (depuis 1994) :
- Chinese What Chinese: The Politics of Authenticity and Ethnic Identity, in Lee guan Kin, ed., National Boundaries and Cultural Configurations, Centre for Chinese Language and Culture and Global Publishing Co. Pte. Ltd, sous presse.
- China and Capitalism: If Market Capitalism Is Good for the West, Why Is Capitalism with Chinese Characteristics Bad?, Critical Perspectives on China's Economic Transformation, Introduction par Hari P. Sharma, Delhi, Daanish Bookjs, 2008
- The Question of Land: An Alternative Model to Modernity?, in Joseph Cheng, ed., Challenges and Policy Programmes of Chinese Next Leadership, City University of Hong Kong Press, Hong Kong, 2007, p. 413–434.
- Chinese Media Coverage of 9/11, with Ming Liang, in Tomasz Pludowski, ed., How the World's News Media Reacted to 9/11. Essays from Around the Globe, Marquette Books, Spokane, WA, 2007, p. 186–205.
- 關于「文化大革命」的記憶、思考和爭論：解讀「浩劫」話語 (Memories of the Cultural Revolution: Deconstructing the Holocaust Discourse), in Song Geng ed., Globalization and Chineseness: Postcolonial Readings of Contemporary Culture (全球化與「中國性」：當代文化的後殖民解讀), Hong Kong University Press, Hong Kong, 2006, p. 247–260.
- Introduction, in Eric Shaoquan Zhang, The Impact of ELT on Ideology in China (1980-2000), Shanghai, Central China Normal University Press, 2006, p. 1–10.
- Communist Economic Model, in Thomas M. Leonard, ed., Encyclopaedia of the Developing World, Vol. 1, Routledge, New York and Oxon, 2006. p. 385–387.
- 书写历史和高家村  (Writing History and Gao Village), in Luo Gang, 年思想文集  (Collected Writings on Ideas in 2004), 桂林：广西师大出版社 2004, p. 266–273.
- The Rise of Neo-Nationalism and the New Left: A Post-Colonial and Postmodernism Perspective, in Leong Liew and Shaoguang Wang, eds., Nationalism, Democracy and National Integration in China, Routledge/Curzon, Londres, 2004, p. 44–62.
- The Great Wall that Divides Two Chinas and the Rural/Urban Disparity Challenge, in Joseph Cheng, ed., China's Challenges in the Twenty-First Century, City University of Hong Kong Press, Hong Kong, 2003, p. 533–557.
- 运用第一语言来学习第二语言 (Learn the Second language by Using the First Language), in Zhang Dexing and Li Xiaoqi, eds., 队以英语为母语的汉语教学研究 (Teaching Chinese to Students Whose Mother Tongue is English), 北京：人民教育出版社, 2002, p. 296–308.
- Influence of Native Culture and Language on Intercultural Communication: the Case of PRC Student Immigrants in Australia, in Jens Allwood and Beatriz Dorriots, eds., The Diversity of Intercultural Communication, Papers in Anthropological Linguistics 28, Boteborg University, Boteborg, 2002, p. 33–53.
- 从一个极端到另一个极端：是否该偏正一点儿？ (From One Extreme to Another: Is It Time to Adjust the Swing of the Pendulum?), in Yang Jianli, ed., 红色革命和黑色造反（Red Revolution and Black Rebellion）Boston: Twenty-First Century Book Series Foundation for China in the 21st Century, 1997, p. 17–34.
- Welfare Problems and Needs for Migrant Workers in South China, Chapter 6, in Wing Lo and Joseph Cheng, eds., Social Welfare Development in China, Constraints and Challenges, Imprint Publications, Chicago, 1997, p. 101–120.
- Self-Reference Materials: A Grammar Hand Book, in Mary Farquhar and Penny McKay eds., China Connections: Australia Business Needs and University Language Education, National Language and Literacy Institute of Australia, Canberra, 1996, p. 246–257.
- Migrant Workers from Rural China: Their Conditions and Some Social Implications for Economic Development in South China, in David Schak ed., Entrepreneurship Economic Growth and Social Change: The Transformation of Southern China, Centre for the Studies of Australian and Asian Relations, Queensland, 1994, p. 21–38.

### Articles de revues
Il a écrit de nombreux articles dans des revues universitaires ou de recherche sur papier ou en ligne (depuis 1990), entre autres : Portal, The International Journal of Humanities, Journal of Chinese Australia, China Study Group, Critical Asian Studies, Asia Media, Asian Studies Review, China Information, Pacific Asian Education, The Hong Kong Journal of Social Sciences, Journal of Contemporary Asia, Intercultural Communication, Bulletin of Concerned Asian Scholars (États-Unis), China Report (Nouvelle-Delhi), International Migration Quarterly Review (Oxford and Malden), Pacific - Asian Education (Canberra), Ming Pao Monthly (Hong Kong), The Babel (Adelaide), The Copenhagen Journal of Asian Studies (Copenhague), China Rights Forum (New York), Australian Journal of Linguistics (Canberra), Proceedings of Leiden Conference for Junior Linguists, New Statesman, Chinese News Digest, 中国2000论坛 (journal en ligne), China and World (journal en ligne), Australian-China Review, Australia-Asian Society of Tasmania Newsletter.